# Diecezja Tianguá
Diecezja Tianguá (łac. Dioecesis Tianguensis) – diecezja Kościoła rzymskokatolickiego w Brazylii. Należy do metropolii Fortaleza, wchodzi w skład regionu kościelnego Nordeste I. Została erygowana przez papieża Pawła VI bullą Qui summopere w dniu 13 marca 1971.